# Štítov
Štítov è un comune della Repubblica Ceca facente parte del distretto di Rokycany, nella regione di Plzeň.